# شناشیل

شناشیل (معماری سنتی بوشهر)

شناشیل (معماری سنتی بوشهر)

شناشیل یا شناشیر از عناصر معماری بومی سواحل خلیج فارس است که عاملی مهم در معماری اقلیمی خانه‌های بوشهر به عنوان حلقه‌ای از برونگرایی و درونگرایی محسوب می‌شود. در عربی شناشیل به معنای «بالکن چوبی کرکره دار که جلو پنجره‌های طبقات فوقانی خانه‌ها قرار دارد» می‌باشد. شناشیل معمولاً چوبی کرکره‌ای یا میله‌ای مشرف بر حیاط یا کوچه است.
تعبیه کرکره‌های شناشیل طوری است که نور و هوا را به داخل راهرو یا اتاق هدایت می‌کند شیب کرکره از بالا به پایین است به‌طوری‌که از بالا کوچه پایین دیده می‌شود اما از پایین نمی‌توان بالا و داخل اتاق را دید.

## عملکرد
شناشیل دارای چند کارکرد مهم است: نخست مکانی برای استفاده از نسیم و وزش بادهای مطبوع است. در خانه‌های کنار ساحل جنوب می‌توان به وسیله شناشیل از منظرهٔ زیبای دریا (خلیج فارس) استفاده کرد. شناشیل‌های داخلی که در یک یا چند جبههٔ طبقات بالا و مشرف به حیاط ساخته شده‌اند، رابط فضاهای مختلف نیز می‌باشند. در طبقات بالا طارمه‌های میانی و دیگر انواع طارمه‌ها ارتباط موضعی بین چند فضا را مقدور می‌سازند، ولی برای گذر از یک قسمت به قسمت دیگر باید از داخل اتاق‌ها گذر نمود. در این حالت می‌توان از شناشیل به عنوان معبری بدون ورود به اتاق‌ها استفاده کرد. به جای نرده‌های سادهٔ چوبی یا فلزی شناشیل، از بازشوها و جداره‌های چوبی ثابت مثل کرکری، نیز استفاده شده که این جداره‌های مشبک، گذر نسیم را میسر می‌کرده‌است بدون آنکه از بیرون فضای داخل دیده شود و مانع خوبی در برابر تابش مستقیم آفتاب بوده‌است. بعضی از کرکری‌ها متحرکند و رو به بیرون باز می‌شوند.
1. تغییرمسیر طارمه (معماری بوشهر)

## ویژگی‌ها
شناشیل به دو صورت مسقف و بی‌سقف ساخته شده‌است. در نوع سقف‌دار پوشش بر روی ستون‌هایی کم قطر چهار تراش تکیه می‌کند. پوشش چوبی یا به صورت پیوسته روی کل آن یا به شکل غیرپیوسته و فقط روی بازشوهای اتاق‌ها قرار گرفته‌است.

## شکل
ابعاد شناشیل از دو یا سه متر تا حدود بیست متر، در تغییر است. شکل آن نیز مستطیلی خیلی کشیده‌است و بنابر موقعیت قرارگیری آن در بیرون و داخل شکلی ترکیبی (معمولاً L) دارد.
شناشیل در یک یا دو طرف جبهه بیرونی و در یک تا چهار جبهه داخلی قرار گرفته‌است. کاربرد چوب‌های چهار تراش، نرده (معجر) چوبی و فلزی زیبا، کرکری‌های پرکار، استفاده از کُلپاهای چوبی و فلزی پرکار، گل‌های چوبی آویزان در زیر آن زیبایی خاص به آن داده‌اند.